# Vilanova de la Muga
Vilanova de la Muga – miejscowość w Hiszpanii, w Katalonii, w prowincji Girona, w comarce Alt Empordà, w gminie Peralada.
Według danych INE z 2005 roku miejscowość zamieszkiwało 231 osób.